# Henri de Settimello
Henri de Settimello (en latin : Henricus Septimellensis ; en italien : Arrigo da Settimello), surnommé « Henri le Pauvre », est un poète toscan de la fin du XIIe siècle ; il est l'auteur d'un poème en vers élégiaques sur l'inconstance de la fortune et les consolations de la philosophie.

## Biographie
Né dans une famille de laboureurs de Settimello (it) (aujourd'hui frazione de Calenzano), il étudia la poésie à Bologne où il sera ordonné prêtre. On raconte que l'évêque de Florence, qui le jalousait, lui suscita un procès qui le ruina ; réduit à mendier, Henri de Settimello fut dans un tel état de détresse qu'on le surnomma « Henri le Pauvre » (en latin : Henricus Pauper ; en italien : Arrigo il Povero).
II raconta ses malheurs dans un poème élégiaque de 1 000 vers, Elegia de diversitate fortunae et philosophiae consolatione, composé dans la région de Florence vers 1193 (Henri fait notamment référence à l'assassinat en 1192 de Conrad de Montferrat). Le poème se divise en quatre livres : dans les deux premiers, Henri de Settimello se plaint de ses infortunes, de sa vie devenue misérable ; dans les deux autres, à l'imitation de Boèce, il cherche à se consoler avec la Philosophie.
Son poème fut publié, la première fois, sans date (vers 1495), in-4° ; Lyon, 1511, avec un commentaire ; Kemnitz, 1684, in-8°, d’après une copie communiquée à Christian Daum par Antonio Magliabechi ; et par Policarpus Leyser, dans son Historia poetarum medii ævi. On est redevable de la meilleure édition à Domenico Maria Manni, Florence, 1750, in-4°, avec une traduction italienne souvent citée dans le Vocabulaire de la Crusca.